# St. Johann Nepomuk (Eisenburg)

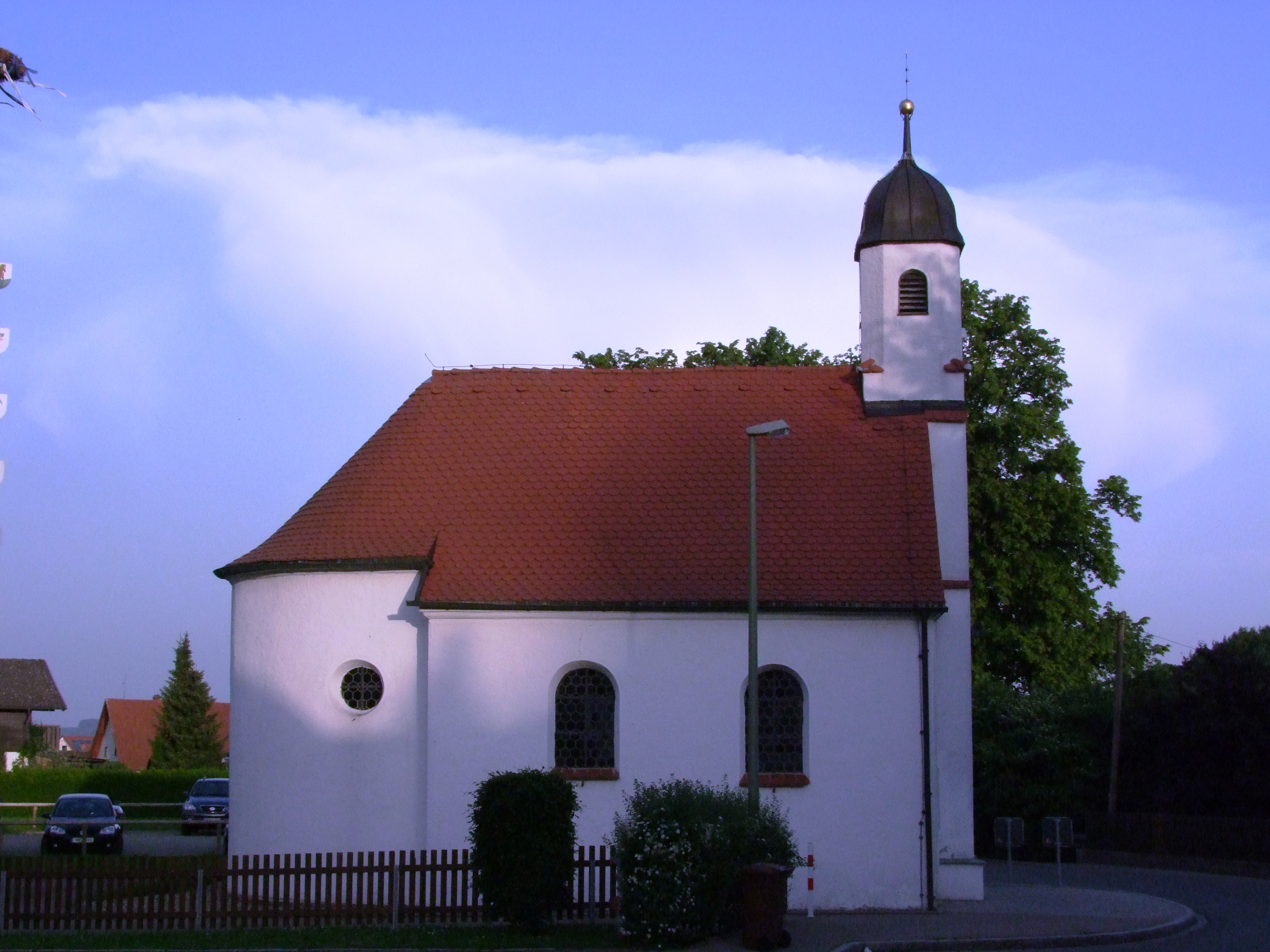
Die St.-Johann-Nepomuk-Kapelle im Memminger Ortsteil Eisenburg

Die St.-Johann-Nepomuk-Kapelle steht inmitten von Eisenburg, einem Gemeindeteil von Memmingen, an einem steilen Abhang des Memminger Trockentales im sogenannten Oberdorf. Das Patrozinium ist St. Johann Nepomuk, am 16. Mai.

## Geschichte
Bereits 1747 erlaubte der Generalvikar in Augsburg, den Vorgängerbau, der sich in einem äußerst schlechten Zustand befand, abzubrechen. Näheres über dessen Bauzeit und das Aussehen ist nicht überliefert. Die neue Filiale der Amendinger Kirche sollte bei ungünstiger Witterung an Sonn- und Feiertagen und im Sommer am Abend den Gläubigen zur Verfügung stehen. Die Erlaubnis zum Bau der neuen Kapelle im heutigen Oberdorf unterhalb des Schlosses Eisenburg wurde etwa gleichzeitig mit der Abrissgenehmigung erteilt. Erst am 18. Mai 1781 erlaubte das Bistum Augsburg die Benediktion durch den Dekan Franz Johann Thies. An der Südseite wurde 1956 eine kleine Sakristei mit einem blechgedeckten Flachdach angebaut.

## Lage
Die Kapelle steht frei im sogenannten Oberdorf von Eisenburg auf einer Höhe von 641 Metern über NN. Sie ist im Westen nur von einem Gehsteig von der Verbindungsstraße zwischen Lauben und Trunkelsberg getrennt, an die sich an einem Abhang das Kriegerdenkmal anschließt. Wegen der durch die Kapelle gebildeten Engstelle ist die Straße nur einspurig befahrbar. Auf der nördlichen Seite der Kapelle befindet sich ein Parkplatz, danach beginnt die Wohnbebauung. An das Feuerwehrhaus im Süden des Ortsteils schließt sich ein Bauernhof an. Neben einem Grünstreifen an der Ostseite der Kapelle steht der örtliche Kindergarten.

## Baubeschreibung

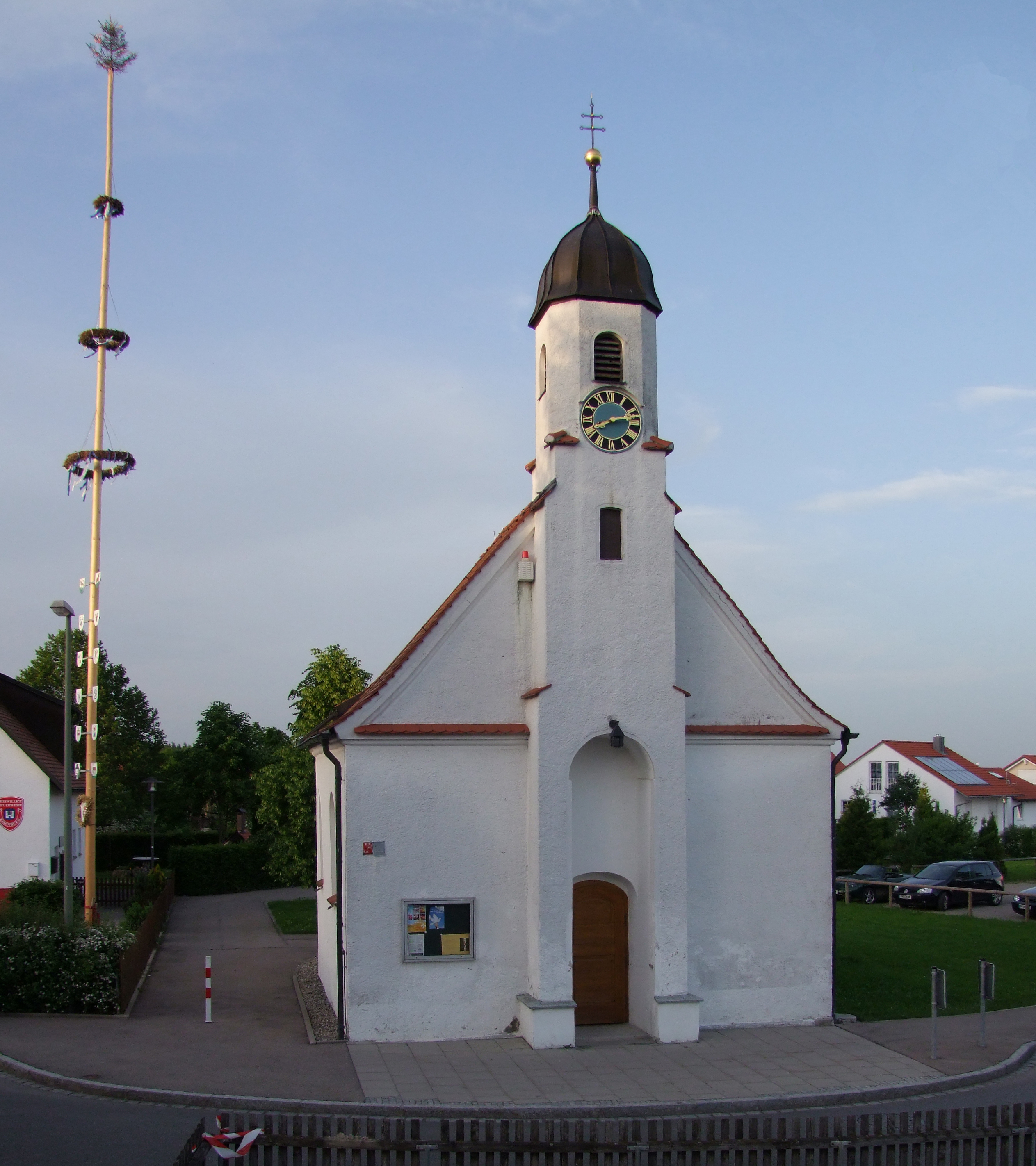
St. Johann Nepomuk von Westen

Die Kapelle gliedert sich in ein Langhaus mit zwei Fensterachsen und einen etwas eingezogenen, halbrund geschlossenem Altarraum.

### Außenbau
Der Außenbau ist schlicht verputzt. In der Westfassade ist der Eingangsbereich mit einem Blendbogen verziert. Der Glockenturm ist im Obergeschoss oktogonal und mit rundbogigen Schallfenstern und einer geschwungenen Haube versehen, die mit einem Unterhospitalkreuz abgeschlossen ist. An der Westseite befindet sich unterhalb der Schallöffnung eine Turmuhr. Die Kapelle besitzt ein Satteldach, das beim Altarraum nach Osten hin abgerundet ist.

### Innenbau
Das flache Tonnengewölbe des Langhauses ist mit Pilastern gegliedert. An der Süd- und Nordseite befinden sich jeweils zwei große Rundbogenfenster. Über dem Eingangsbereich an der Westseite ist eine stark vorgeschwungene Empore auf Holzstützen eingebaut. Der Altarraum hat ebenfalls eine Pilastergliederung. Er wird durch zwei kleine kreisrunde Fenster beleuchtet. Die Kapelle wurde bisher dreimal renoviert (1887/88, 1955/56 und 1994/95).

## Ausstattung

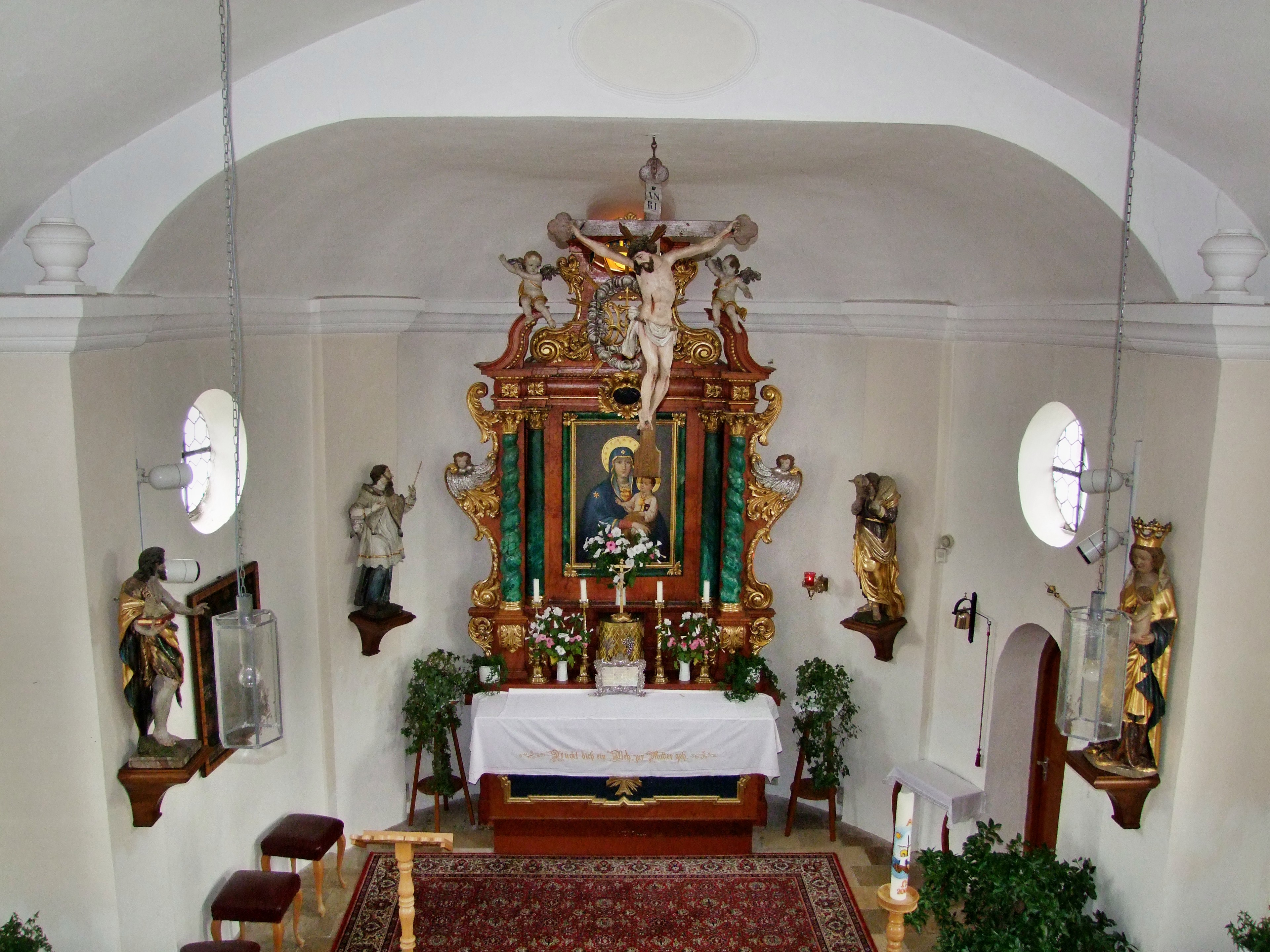
Die Kapelle von Innen

Die Kapelle ist für ihre Größe hervorragend ausgestattet. Der Hochaltar dürfte in der Mitte des 18. Jahrhunderts, also zur Erbauungszeit der Kapelle errichtet worden sein. Er verfügt über glatte, gedrehte Freisäulen mit vergoldeten Kapitellen. An den Seiten sind Engelsköpfchen mit großen Akanthusranken, die sich zu Voluten rollen, und weitere kleinere Figuren angebracht. An zentraler Stelle im Auszug befindet sich ein Marienmonogramm, begleitet von zwei Engelputti, die auf Gebälkstücken sitzen. 1817 wurde das von Konrad Huber stammende Marienbild mit dem Jesusknaben in den Hochaltar eingesetzt. Die Darstellung ist eine der sogenannten byzantinischen Hodegetria. Weitere qualitätvolle Arbeiten, vor allem Schnitzereien, sind unter anderem eine um 1420 datierte Muttergottes mit Kind sowie aus der ersten Hälfte des 18. Jahrhunderts ein Johannes der Täufer und ein Christus als guter Hirte. Auf Mitte des 18. Jahrhunderts werden die Figuren des Heiligen Nepomuk und ein Triumphkreuz geschätzt. Das aus Nadelholz gefertigte Laiengestühl mit geschwungenen Wangen stammt aus dem 18. Jahrhundert.

### Böhmisches Christusbild

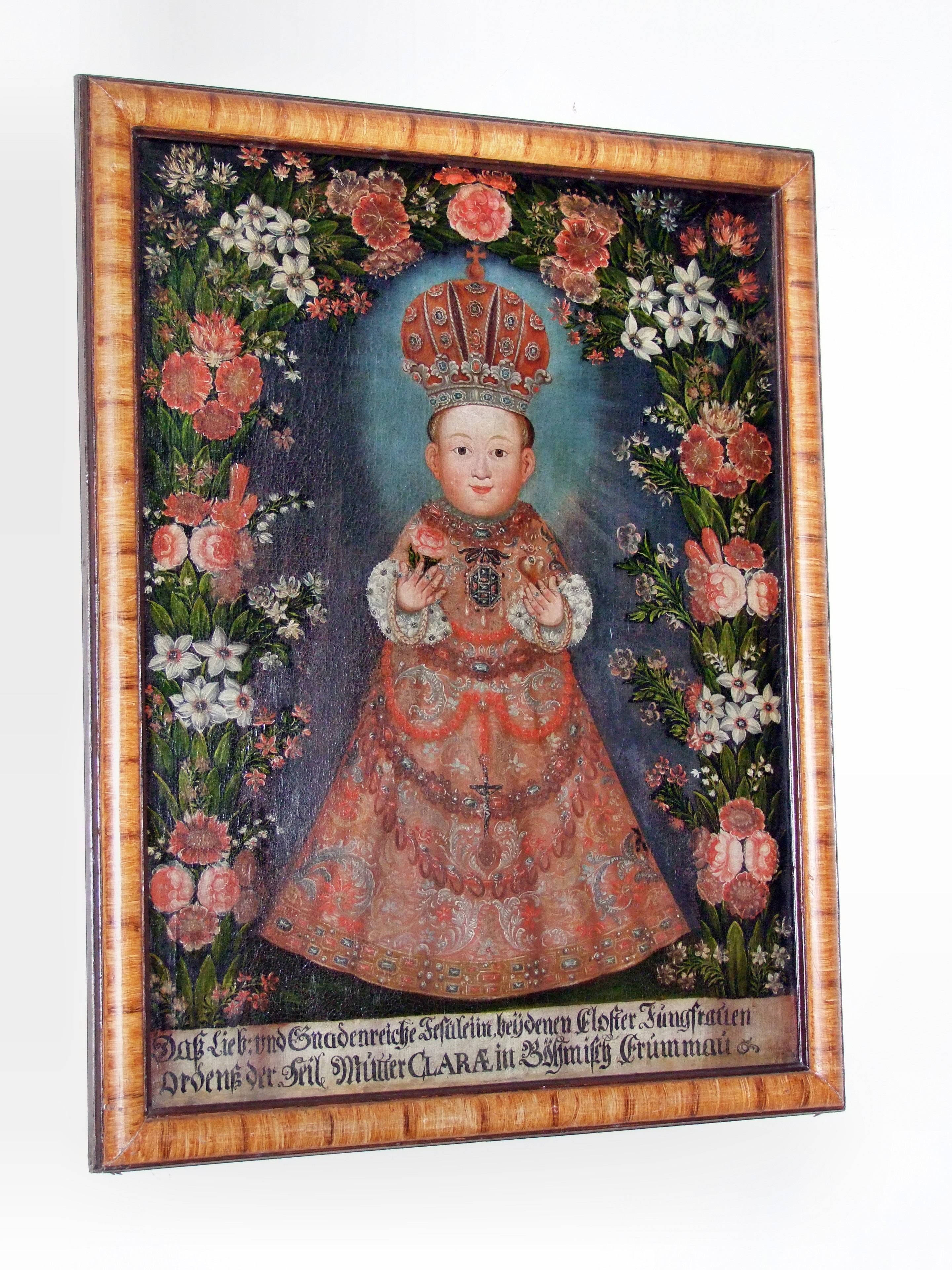
Das böhmische Christusbild

Das böhmische Christusbild hing früher vermutlich in einer Waldkapelle am Weg von Eisenburg nach Otterwald, wo böhmische Glasbläser beheimatet waren. Sein Vorbild ist die Statue Gratiosus Jesulus Pragensis aus dem Klarissenkloster in Krummau. Der aus dem Böhmerwald kommende Glasbläser Simon Fuchs dürfte es bei seinem Zuzug nach Otterwald im frühen 18. Jahrhundert mitgebracht haben. Bis 1954 hing es unter der Empore und war in einem äußerst schlechten Zustand. Erst mit der Entdeckung von Sepp Skalitzky, dass es sich um ein böhmisches Christusbild handelt, wurde es 1954 aufwändig restauriert und in den Chorraum gehängt. Die Kosten trug die damals noch selbständige Gemeinde Eisenburg.
Es ist 100 Zentimeter hoch und 77 Zentimeter breit und dürfte zur Zeit des Barocks geschaffen worden sein, was aus der das Jesuskindlein umgebenden Blumenumrandung hervorgehen könnte. Die Hauptmotive dieses Blumenkranzes sind symmetrisch angeordnete Rosen und Dichternarzissen, Maiglöckchen und Kornblumen. Im unteren Teil des Bildes befindet sich anstatt des Blumenkranzes die Inschrift „Daß Lieb: und Gnadenreiche Jesuleiin bey denen Closter Jungfrauen Ordenß der Heil Mutter CLARAE in Böhmisch Crummau.“ Die Jesuskindfigur ist das zentrale Thema des Bildes. Sie ist mit einem fröhlichen Kindergesicht mit abstehenden Ohren, braunen Augen und einem kleinen lächelnden Mund dargestellt und trägt eine mit Edelsteinen geschmückte übergroße Königskrone mit einem Reichsapfel. Das Kleid des Kindes ist rot mit reichen Verzierungen und mit einem Rosenkranz und einem Kruzifix versehen. Das Kind hält in der rechten Hand eine Rose, in der linken ein flammendes Herz. An jedem Finger trägt es einen Ring.

### Glocke
Die Turmglocke wurde 1787 von der Memminger Glockengießerei Johann Georg Ernst gegossen und 1802 von der Kirchengemeinde erworben und aufgehängt. Sie hat einen Durchmesser von 45 und eine Höhe von 38 Zentimetern. Ihre Schulter trägt ein Lorbeersteg-Friesband aus Zweigen mit Blüten, ausgehend von einem Löwenkopf und endend an gegenständigen Palmetten. Die Flanke zeigt die Mutter Gottes und einen bayerischen Marientaler mit der Umschrift „Patrona Bavariae 1780“. Darunter befindet sich in einer Kartusche das Stifterwappen der Freiherren von Osterberg und eine fünfzackige Krone mit der Inschrift „IOHANN GEORG ERNST GOS MICH IN MEMMINGEN“. Der Kronenbügel trägt auf der Vorderseite eine Blattmaske. Nach Aussage des ehemaligen Lehrers von Eisenburg wurde die Glocke 1802 für 50 Gulden erworben. Die Freiherren von Osterberg verzinsten die Schuld für diese Glocke bis 1827 jährlich mit 2 Gulden 30 Kronen.